# 漢堡 (阿拉巴馬州)
漢堡（英語：Hamburg）是一個位於美國阿拉巴馬州佩里縣的非建制地區。該地的面積和人口皆未知。

## 地理
漢堡的座標為32°31′40″N 87°17′11″W / 32.52778°N 87.28639°W，而該地的平均海拔高度為68米（即223英尺）。